# ألبوم تقدير
ألبوم التقدير هو مجموعة أغاني مقلدة لأغاني أصلية لفنان معين، مفهومه إما أن يكون تقديراً من قبل فنانون متعددون لفنان واحد، أو أن يكون تقديراً من قبل فنان واحد إلى فنانون متعددون، أو أن تسجل أغنية من قبل فنان واحد تقديراً لفنان آخر.